# (31908) 2000 GP46
2000 GP46 (asteroide 31908) é um asteroide da cintura principal. Possui uma excentricidade de 0.20048190 e uma inclinação de 6.47097º.
Este asteroide foi descoberto no dia 5 de abril de 2000 por LINEAR em Socorro.